# Джина Карано
Джина Джой Карано (на английски: Gina Joy Carano) е американска актриса, телевизионна личност, фитнес модел и майсторка на бойни изкуства (смесени бойни изкуства, бразилско джиу джицу, муай-тай, кикбокс).
Започва подготовката си по муай-тай, след което преминава към ММА. Състезава се в лигите Strikeforce и EliteXC. С добиването на популярност, тя започва да бъде наричана „лицето на женския ММА“. Карано отбелязва седем поредни победи в ММА срещи, но през август 2009 г. се изправя срещу Крис Сайборг и пада. След това се оттегля от спорта.
Извън ринга, Карано прави дебюта си като актриса във филма от 2009 г. „Кръв и кости“ с Майкъл Джай Уайт. След това участва в „Мокри поръчки“, „Бързи и яростни 6“ и „Дедпул“. Появява се в четвърта глава на сериала „Мандалорецът“ от 2019 г., играейки ролята на Кара Дюн.